# Calanos
Pour le genre de crustacés, voir l'article Calanus.
Calanos (en grec ancien : Κάλανος) faisait partie d'un groupe d'ascètes campant près de Taxila au temps de la conquête de l'Inde par Alexandre le Grand. C'est par Calanos qu'Alexandre le Grand entendit parler de Dandamis, chef de leur groupe, que plus tard il alla visiter dans la forêt. À l'invitation d'Alexandre, Calanos le rejoint dans la cité puis le suit dans son périple et une partie de son retour vers l'Ouest (via la Perse).

## Le personnage
Calanos était vraisemblablement un sadhou (les sadhous étaient des ascètes hindous que les Grecs nommaient gymnosophistes) qui suivit l'armée macédonienne depuis le Penjab. Son véritable nom était Kalyana, (ce qui signifie vertueux, bénéfique). Parfois appelé aussi Sphinès, Calanos était le nom usité par les Grecs.
Épuisé par le voyage de retour d'Inde et par le climat perse, âgé de soixante-treize ans, il informa Alexandre de son désir de mourir plutôt que de devenir invalide. Il avait décidé de finir ses jours par auto-immolation. Alexandre tenta en vain de l'en dissuader, mais devant son insistance, finit par demander à Ptolémée de lui faire construire un bûcher. L'immolation eut lieu à Suse en 325 av. J.-C. (ou 322 selon Arrien). Calanos resta impassible au milieu des flammes, à l'étonnement de tous les spectateurs de la scène,. La mort de Calanos est mentionnée aussi par le chef de la flotte d'Alexandre, Néarque et par Charès de Mytilène. Avant de mourir, ses derniers mots à Alexandre furent: « Nous nous retrouverons à Babylone »,. Alexandre n'avait pourtant aucune intention à ce moment de se rendre dans cette ville. Calanos aurait ainsi prophétisé la mort d'Alexandre à Babylone en 323 av. J.-C.,.